# Гострем, Рунар Викторович
Рунар Викторович Гострем (13 мая 1914 года, Хельсинки — 13 апреля 1998 года, Калининград) — советский и российский физик, доктор наук, профессор. Первый директор Сибирского филиала Всесоюзного научно-исследовательского института физико-технических и радиотехнических измерения (ВНИИФТРИ).

## Биография
Родился в 1914 году в Финляндии в рабочей семье выходцев из Швеции. С 1914 по 1917 год проживал вместе с родителями в США, в 1927 году переехал в Канаду, где окончил среднюю школу. В 1933 году семья переехала в СССР в город Петрозаводск.
Начиная с 1933 года он работал преподавателем физики и математики в Карельском педагогическом институте. В 1935 году поступил в Московский государственный университет на физико-математический факультет. Совмещал получение образование с работой, преподавал в англо-американской школе и занимался исследовательской деятельностью в лаборатории Института физических проблем АН СССР.
В 1941 году добровольцем ушел на фронт, служил переводчиком на Западном фронте до 1943 года. В 1943 году вступил в ряды КПСС. С июня 1943 по 1946 год работал в закрытом НИИ100 города Москвы. Научный институт занимался разработкой радиооборудования оборудования для военных нужд страны.
В 1946 году вместе с семьёй переехал в Финляндию, работал в физическом институте Университета Хельсинки в качестве преподавателя. Там получил степень кандидата наук, изучал возможности применения радиоизотопов в медицине.
В 1954 году переехал в Голландию, где занимался исследования в физической лаборатории Гронингенского университета. В 1955 году получил степень докторандуса физических и математических наук.
В 1959 году переехал в Австрию, где работал сотрудником Международного агентства по атомной энергии (МАгАтЭ).
В 1960 году вместе с семьей возвращается в СССР, где в городе Новосибирске возглавляет лабораторию в Институте радиофизики и электроники АН СССР, в 1961 году получает степень доктора физико-математических наук по совокупности работ.
В 1965 году переезжает в Иркутск, где возглавляет Сибирский филиал Всесоюзного научно-исследовательского института физико-технических и радиотехнических измерения (ВНИИФТРИ). Параллельно был принят на работу в Иркутский университет профессором кафедры радиофизики и электроники, занимается созданием в вузе новой лаборатории и ядерной электроники.
С 1969 по 1975 год работал директором Калининградской комплексной ионосферно-магнитосферной станции ИЗМИРАН, где занимался моделированием радиолокационных объектов в ионосфере для нужд радиосвязи и загоризонтной радиолокации. Параллельно работал заведующим кафедры экспериментальной физики Калининградского университета.
Сфера научных интересов ученого: ядерная физика, электроника и биофизика.
Является автором большого количества научных работ на разных языках. Награждён медалями «За отвагу», «За оборону Москвы» и другими.
Скончался в 1998 году в Калининграде.